# Sulzdorf an der Lederhecke
Sulzdorf an der Lederhecke é um município da Alemanha, situado no distrito de Rhön-Grabfeld, no estado da Baviera. Tem 36,41 km² de área, e sua população em 2019 foi estimada em 1.098 habitantes.